# Torre del Compte
Torre del Compte (katalanisch: La Torre del Comte) ist eine spanische Gemeinde in der Provinz Teruel der Autonomen Region Aragón. Sie liegt zwischen Mazaleón und Valderrobres am Río Matarraña in der Comarca Matarraña (Matarranya) im überwiegend katalanischsprachigen Gebiet der Franja de Aragón. 2024 hatte die Gemeinde 122 Einwohner. 

## Toponymie
Der Namenszusatz del Compte erinnert an die Grafen von Barcelona.

## Verkehr
Die 1942 eröffnete Bahnstrecke des Ferrocarril del Val de Zafán führte durch das Gemeindegebiet; sie wurde 1973 stillgelegt. Auf ihr verläuft heute die Vía Verde de la Val de Zafán, ein beliebtes Ziel für Wochenendausflüge.

## Sehenswürdigkeiten

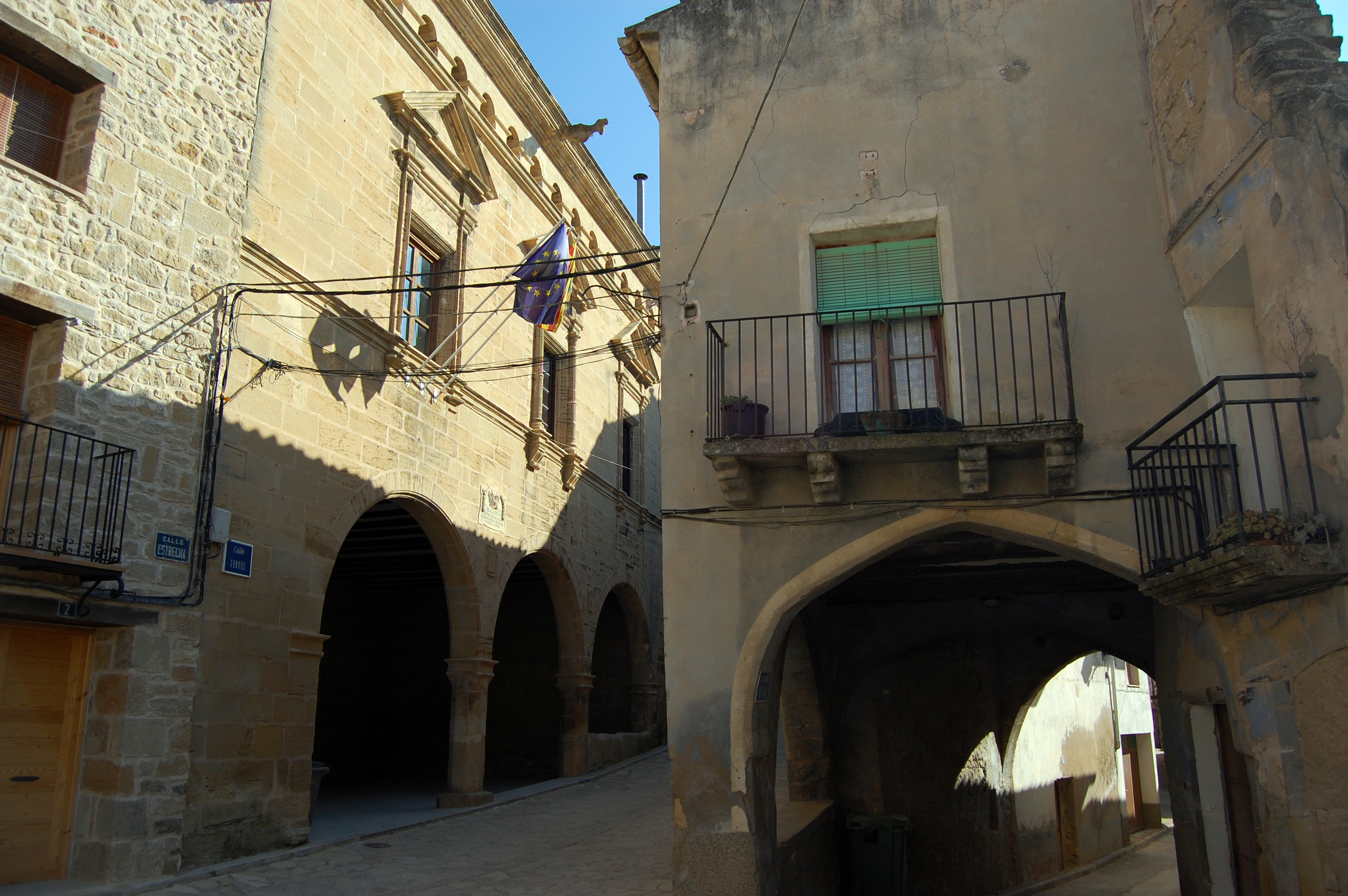
Das Rathaus

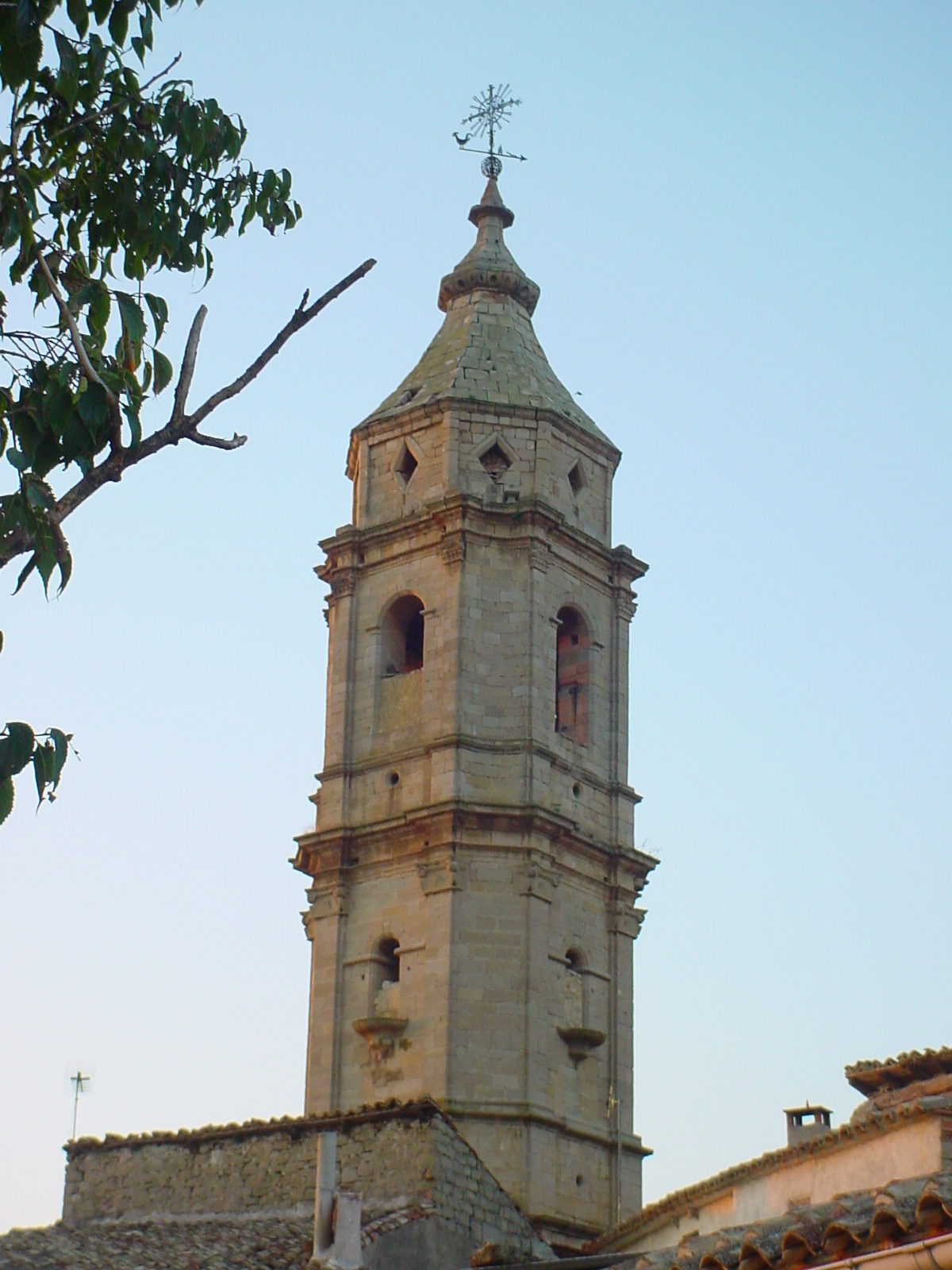
Der Kirchturm

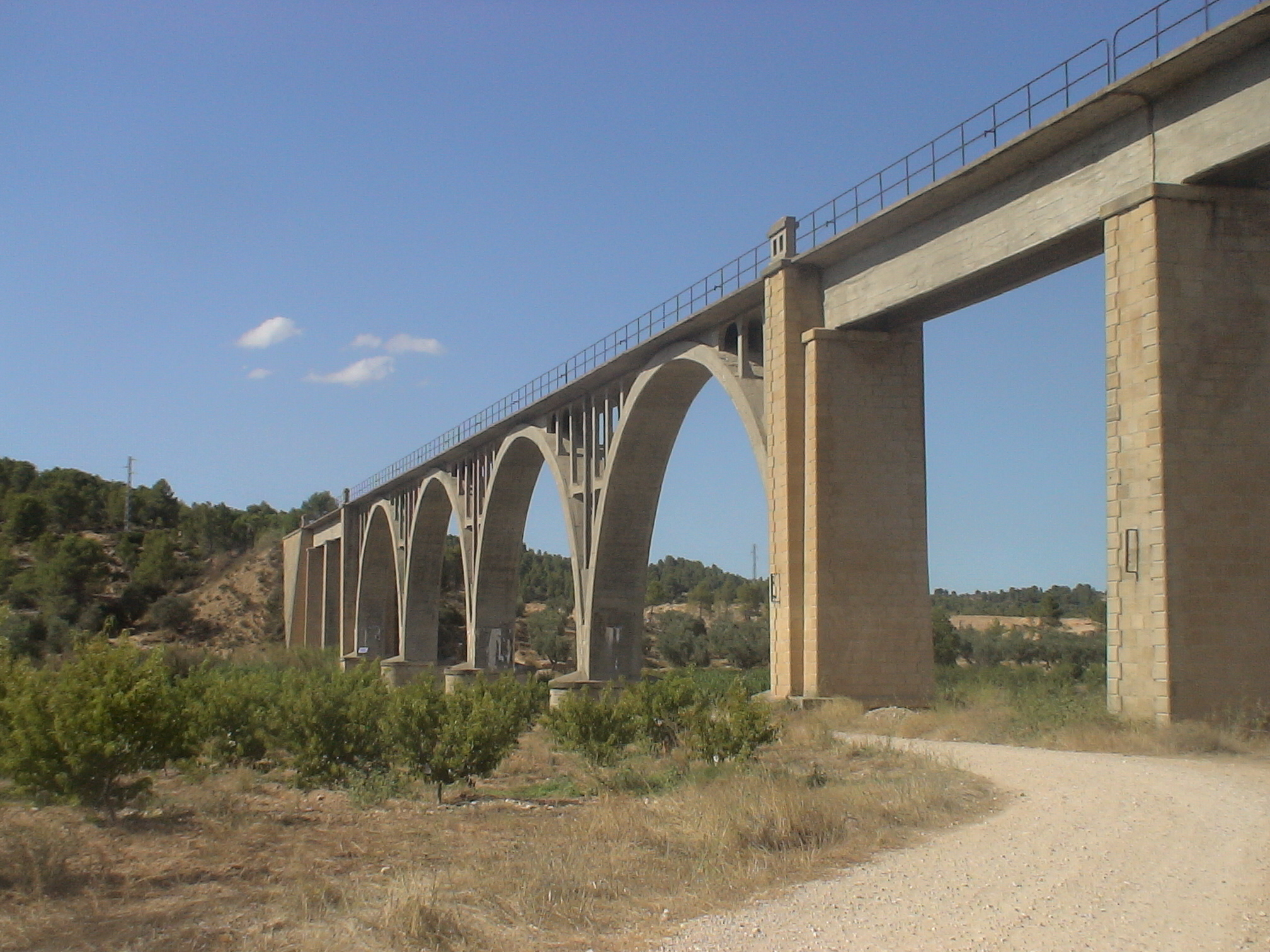
Die Brücke der ehemaligen Eisenbahnstrecke

- Die unter Denkmalschutz stehende Kirche San Pedro.[4]